# كاو دونغ
كاو دونغ (بالصينية: 曹栋) (10 نوفمبر 1997 في الصين - ) هو لاعب كرة قدم صيني في مركز الوسط.

## وصلات خارجية
- كاو دونغ على موقع قاعدة بيانات كرة القدم.إي يو (الإنجليزية)
- كاو دونغ على موقع Soccerway.com (الإنجليزية)